# Psicologia popular
La psicologia popular és el conjunt de creences sobre la ment humana i la conducta de les persones sorgit del sentit comú, de tòpics o de la popularització d'algunes troballes de la psicologia professional. Es nodreix també de refranys, de llibres d'autoajuda i notícies dels mitjans de comunicació. Una llegenda urbana, els tests d'autoconeixement de revistes i webs o un mite conductual pertanyen a la psicologia popular, entre d'altres.